# Helena (helgon)
Sankta Helena (Flavia Julia Helena), född cirka år 250 i Bithynien, död den 18 augusti 330 i Nikomedia, var gift med och skild från Constantius I Chlorus, mor till Konstantin den store och den som enligt den kristna traditionen påträffade Kristi kors under en vallfärd till Jerusalem år 324. Hon lät föra korset och andra föremål från det heliga landet till Rom.[källa behövs]

## Bilder

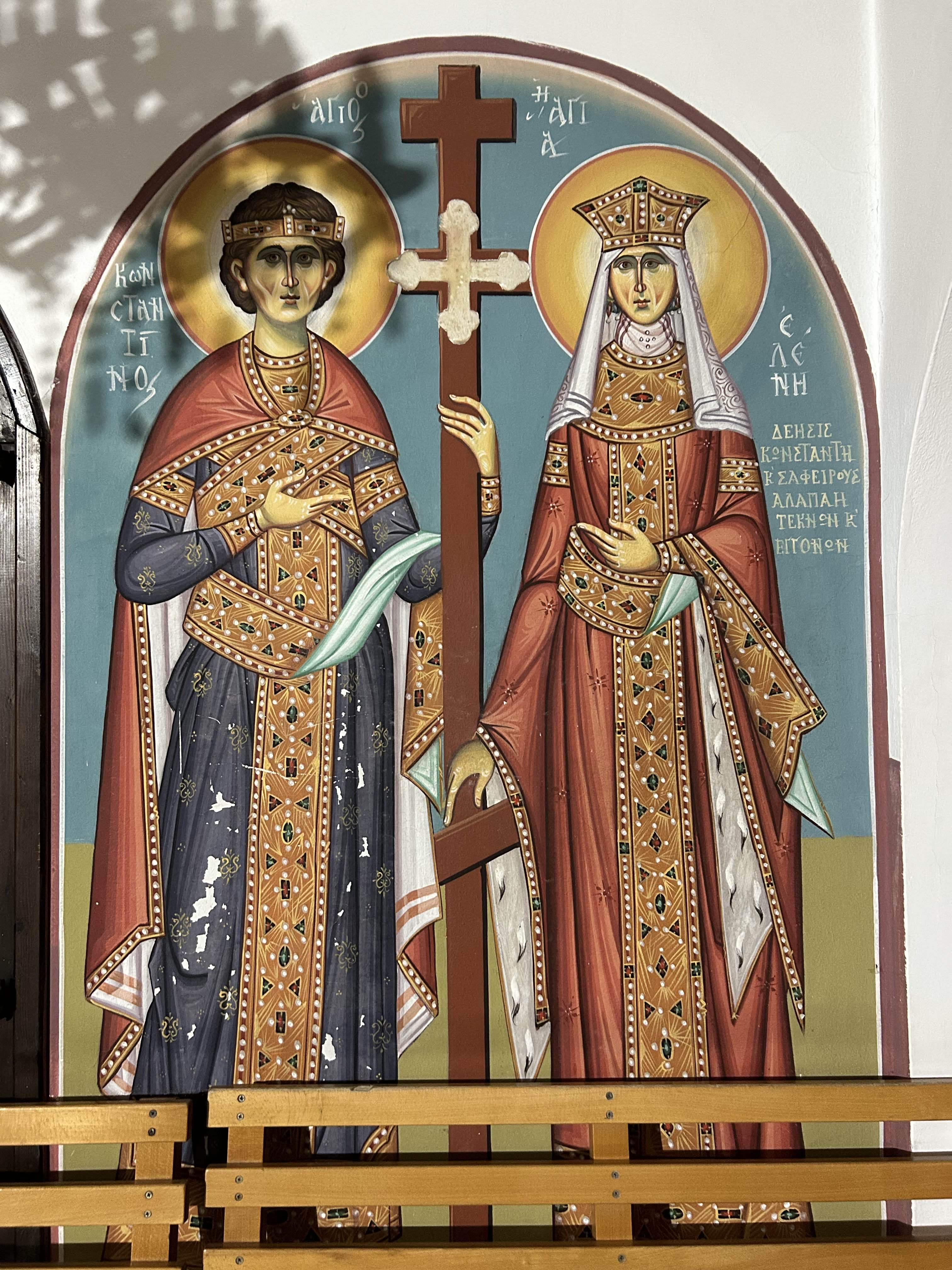
Konstantin den store (vänster) och Helena (höger) avbildade i Profeten Elias kyrka i Protaras, Cypern.

### Webbkällor
- ”St. Helena”. Catholic Encyclopedia. New Advent. http://www.newadvent.org/cathen/07202b.htm. Läst 12 februari 2019.
- ”Sant'Elena, madre di Costantino”. Santi e Beati. http://www.santiebeati.it/dettaglio/66500. Läst 12 februari 2019.